# Колотаєв Сергій Вікторович
Сергі́й Ві́кторович Колота́єв — солдат Збройних сил України.

## Короткий життєпис
Народився в Семенівці, згодом з батьками переїхав до Каховки. Закінчив Херсонський суднобудівний ліцей. З батьком працював у КП «Комунальне транспортне підприємство». З початком Революції Гідності разом із батьком перебував на Майдані.
Доброволець, з початку літа-2014 — номер обслуги, 28-ма окрема механізована бригада.
7 травня 2015-го загинув під час обстрілу БМП бригади диверсійною терористичною групою під Мар'їнкою.
Похований в Херсоні 11 травня 2015-го. 
Без сина лишилися батьки, без брата — сестра.

## Нагороди та вшанування
За особисту мужність і героїзм, виявлені у захисті державного суверенітету та територіальної цілісності України, вірність військовій присязі під час російсько-української війни, відзначений — нагороджений
- 27 червня 2015 року — орденом «За мужність» III ступеня.
- в Херсонському суднобудівному ліцеї відкрито меморіальну дошку Сергію Колотаєву.